# 水麦冬科
水麦冬科共有四属约25种，广泛分布在全球温带和寒带的碱滩上或淡水沼泽中，在南北半球皆有分布。中国只有水麦冬属（Triglochin）一属，1种—水麦冬（Triglochin palustre Linn.），分布在从西南到三北地区（东北、西北、华北）。
本科植物为沼生草本，有毒，具有根状茎，有的品种具块根；叶基生，线形，基部有鞘，有时浮于水面；花两性或单性，辐射对称，无苞片；花瓣6，2轮；果实为圆筒状或倒卵形。
1981年的克朗奎斯特分类法将本科分到茨藻目，2003年根据基因亲缘关系分类的APG II 分类法将其合并到泽泻目。
属
- 水麦冬属 Triglochin
- Lilaea
- Maundia
- Tetroncium